# Dysdera bernardi
Dysdera bernardi là một loài nhện trong họ Dysderidae.
Loài này thuộc chi Dysdera. Dysdera bernardi được J. Denis miêu tả năm 1966.